# Derek Riggs

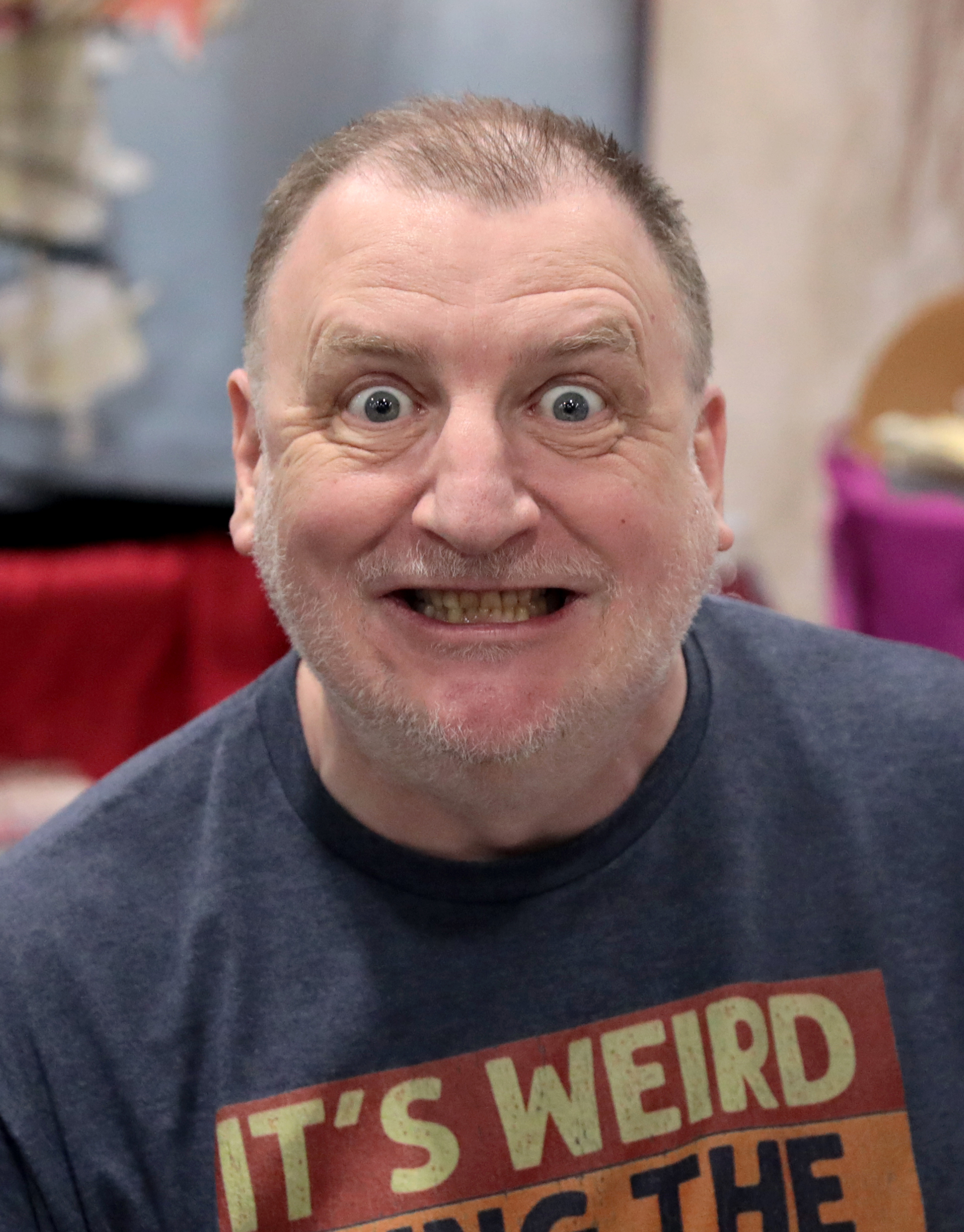
Derek Riggs (2022)

Derek Riggs (ur. 13 lutego 1958 w Portsmouth) – brytyjski plastyk, twórca Eddiego – maskotki heavymetalowej grupy Iron Maiden.

## Technika
Prace z wczesnego okresu kariery Riggs malował gwaszem, farbą akrylową oraz emalią ftalową. Jak podkreśla sam plastyk, nigdy nie tworzył rysunków. Obecnie Riggs zajmuje się także grafiką komputerową.

## Kariera
Riggs współpracował z następującymi grupami muzycznymi i muzykami:
| - Artention - Bruce Dickinson - Chris Catena - Chris Impellitteri - Dark Quiet - Gallows Pole - Gamma Ray | - Gillman - GNU - Guardians of Time - Iron Maiden - Stranglehold - Stratovarius - Takara | - The Iron Maidens - Timo Kotipelto - Timo Tolkki - Twisted Tower Dire - Valhallah - Witalij Kuprij - Zonata |